# Anthomyia ceratophora
Anthomyia ceratophora är en tvåvingeart som beskrevs av Griffiths 2001. Anthomyia ceratophora ingår i släktet Anthomyia och familjen blomsterflugor.
Artens utbredningsområde är Colorado. Inga underarter finns listade i Catalogue of Life.